# Roseville, California
Roseville là một thành phố trong quận Placer tại tiểu bang California, Hoa Kỳ, trong vùng đô thị Sacramento. Thành phố có diện tích km², dân số theo điều tra dân số năm 2010 của Cục điều tra dân số Hoa Kỳ, thành phố có dân số 118.788 người  Interstate 80 chạy qua Rosêvill và State Route 65 chai đôi thành phố. 